# Jørgen Kristensen
Jørgen Kristensen (ur. 12 grudnia 1946 w Hedehusene) – duński piłkarz występujący na pozycji pomocnika.

## Kariera klubowa
Kristensen karierę rozpoczynał w sezonie 1967 w pierwszoligowym zespole Køge BK. W 1968 roku przeszedł do amerykańskiego Detroit Cougars z NASL. Spędził tam sezon 1968, a potem odszedł do holenderskiej Sparty Rotterdam. Jej barwy reprezentował przez cztery sezony.
W 1972 roku Kristensen przeniósł się do innego zespołu z Rotterdamu, Feyenoordu. Wywalczył z nim mistrzostwo Holandii (1974), trzy wicemistrzostwa Holandii (1973, 1975, 1976), a także wygrał rozgrywki Pucharu UEFA w sezonie 1973/1974. Następnie, w 1976 roku wrócił do Køge.
Jednak jeszcze w tym samym roku został graczem niemieckiej Herthy BSC. W Bundeslidze zadebiutował 17 września 1976 w przegranym 1:2 meczu z Borussią Dortmund. W sezonie 1976/1977 Kristensen dotarł wraz z Herthą do finału Pucharu Niemiec, a w sezonie 1977/1978 zajął z nią 3. miejsce w Bundeslidze.
W 1978 roku Kristensen odszedł do duńskiego Næstved IF, ale w tym samym roku przeniósł się do amerykańskiego Chicago Sting, grającego w NASL. Grał też w innych zespołach NASL, takich jak Tulsa Roughnecks, Calgary Boomers, Wichita Wings oraz Kansas City Cornets. W 1987 roku zakończył karierę.

## Kariera reprezentacyjna
W reprezentacji Danii Kristensen zadebiutował 9 czerwca 1971 w wygranym 1:0 meczu eliminacji Mistrzostw Europy 1972 ze Szkocją. 7 czerwca 1972 w wygranym 3:0 pojedynku Mistrzostw Nordyckich z Finlandią strzelił pierwszego gola w kadrze. W latach 1971–1978 w drużynie narodowej rozegrał 19 spotkań i zdobył 3 bramki.